# Ibrahim Essa
Ibrahim Essa (Arabic:إبراهيم عيسى) (sinh ngày 10 tháng 4 năm 1994) là một cầu thủ bóng đá người Các Tiểu vương quốc Ả Rập Thống nhất. Hiện tại anh thi đấu cho Hatta theo dạng cho mượn từ Al-Nasr.